# Esquelbecq

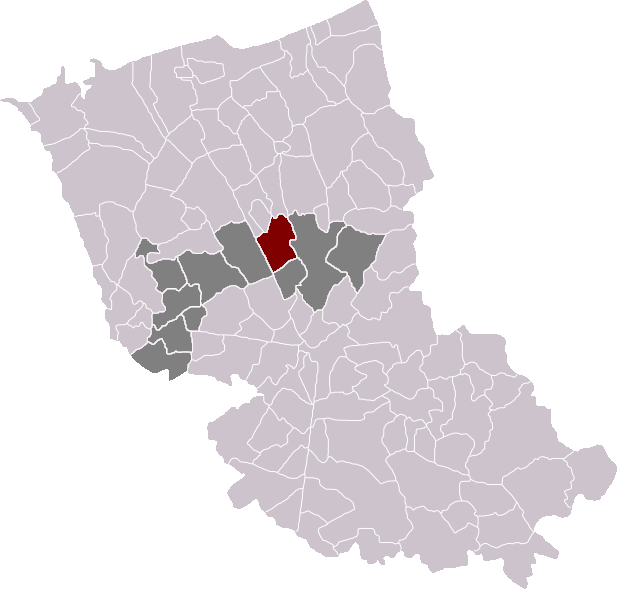
Localització d'Esquelbecq

Esquelbecq (en neerlandès Ekelsbeke, en flamenc occidental Ekelsbeke) és un municipi francès, situat a la regió dels Alts de França, al departament del Nord, que forma part de la Westhoek. L'any 2006 tenia 2.216 habitants. Limita al nord amb Socx, al nord-oest amb Crochte i Bissezeele, a l'oest amb Zegerscappel, a l'est amb Wormhout, i al sud amb Ledringhem.

## Demografia
| 1962                                       | 1968  | 1975  | 1982  | 1990  | 1999  |
| ------------------------------------------ | ----- | ----- | ----- | ----- | ----- |
| 1.517                                      | 1.559 | 1.592 | 1.907 | 1.979 | 2.124 |
| Des de 1962: població sense dobles comptes |       |       |       |       |       |

## Història
Durant la Primera Guerra Mundial hi van morir 80 habitants de la vila. Durant la gran ofensiva alemanya als turons de Flandes l'abril de 1918, hi foren concentrats milers de veterans del front. Més de 600 d'ells va sucumbir a les ferides, gasos tòxics o les malalties i van ser enterrats en un cementiri provisional al llarg de la carretera de l'estació i, finalment, l'abril de 1918 en un camp retirat ofert per l'Estat francès.
A mitjan maig de 1940 es va dur a terme una ferotge batalla a la Plaine au Bois, on la 1a Divisió Leibstandarte SS Adolf Hitler de Josef Dietrich va massacrar 84 soldats britànics a un graner de la vila. Un monument fa testimoniatge del crim de guerra a la carretera a Wormhout, i darrerament s'ha reconstruït el graner.

## Administració
| Període | Identitat           | Partit |
| ------- | ------------------- | ------ |
| -2001   | Gabriel Deblock     | RPR    |
| 2001-   | Jean-Michel Devynck |        |

## Vila del llibre
Evelyne Valois, presidenta de l'associació Esquelbecq, Village du livre organitza el gener del 2007 una visita a Redu, vila del llibre de les Ardenes flamenques, amb una desena de persones per agafar la inspiració pel projecte de vila del llibre d'Esquelbecq. El municipi és favorable a la idea i s'hi suma oferint diversos locals. Des d'aleshores els aficionats estan sempre presents a la vila i són cada cop més nombrosos per defensar inclús que la vila del llibre d'Esquelbecq sigui l’única del nord de París.